# Joan d'Eges
Joan d'Eges (Joannes Aegates,  Ἰωάννης), fou un prevere nadiu d'Eges a Cilícia entre Mopsuèstia i Issos. Probablement va viure al segle v. Foci diu que era nestorià, però Fabricius pensa que més aviat era un eutiquià.
Va escriure:
- 1. Ἐκκλησιαστικὴ ἱστορία, Historia Ecclesiastica, (10 llibres) entre la deposició de Nestori i el concili d'Efes del 431 fins a la deposició de Pere II Ful·ló usurpador de la seu d'Antioquia el 476.
- 2. Κατὰ τῆς ἁγίας τετάρτης συνόδου, Adversus Quartam Sanctam Synodum.

Fabricius pensa que és el mateix personatge que Joan el Dissident διακρινόμιενος autor de l'obra Διαστάσεις σύντομοι χρονικαί, en llatí, Breves Demonstrationes Chronographicae. Combefis però l'identifica amb Joan Malales. També podria ser el mateix que Joan el Retòric esmentat per Evagri d'Epifania.
La seva època és incerta. Vossius diu que vivia en el regnat de Zenó però altres autors pensen que és posterior.